# 박준희 (축구 선수)
박준희(朴畯熙, 1991년 3월 1일~ )은 대한민국의 축구 선수이다. 현 K3리그 김해시청 축구단의 소속이다.

## 선수 경력
건국대학교 재학 시절인 2012년 U리그에서 챔피언십 득점왕에 오르며 팀의 준우승을 이끌었다.
2014 K리그 드래프트에서 포항 스틸러스에 1순위로 지명되었고, 2014년 8월 경남 FC와의 원정 경기에 선발 출전하며 프로 데뷔하였다.
2017시즌을 앞두고 K리그 챌린지의 안산 그리너스 FC에 입단했다. 2017년 7월 30일에 열린 서울 이랜드 FC와의 경기에서 안산 이적 후 첫 골을 기록했다.
2020시즌을 앞두고 K리그1의 광주 FC로 이적했다.
2021시즌을 앞두고 K리그2의 부천 FC 1995로 이적했다.

## 수상

### 개인
- 2012년 U리그 챔피언십 득점왕